# Silke Engler (Politikerin)
Silke Engler (* 24. September 1973 in Rostock) ist eine deutsche Politikerin (SPD). Sie war vom 14. Dezember 2018 bis zum 31. August 2021 Bürgermeisterin der Stadt Baunatal. Seit September 2021 ist sie  stellvertretende Landrätin im Landkreis Kassel.

## Werdegang
Engler besuchte das Ostsee-Gymnasium in Rostock-Evershagen mit Abitur im Jahr 1992 und studierte  von 1992 bis 1998 Rechtswissenschaften an der Universität Rostock. 2001 war sie Absolventin der Sozialdemokratischen Kommunalakademie Nord. Das Referendariat absolvierte sie von 2000 bis 2002 im Landgerichtsbezirk Kiel, an den Amtsgerichten Norderstedt und Neumünster, in der Kreisverwaltung Segeberg und beim Kommunalen Arbeitgeberverband Schleswig-Holstein. Ausbildungsbegleitend war sie von 1998 bis 2002 in einer Rechtsanwaltskanzlei in Norderstedt tätig. Nach ihrem Zweiten juristischen Staatsexamen arbeitete sie von 2002 bis 2006 als Rechtsanwältin in Kaltenkirchen und Hamburg. Engler war von 2006 bis 2018 Erste Stadträtin der Stadt Baunatal. Bei der Bürgermeisterwahl am 28. Oktober 2018 erhielt sie 69,7 Prozent der abgegebenen Stimmen. Das Amt der Bürgermeisterin der Stadt Baunatal trat sie am 14. Dezember 2018 an. Im September 2021 übernahm sie das Amt der Ersten Kreisbeigeordneten und damit der Vize-Landrätin im Landkreis Kassel.
Engler ist Mitglied des Vorstandes des SPD-Unterbezirkes Kassel-Land sowie seit September 2014 Vorsitzende des Aufsichtsrates der Energie Region Kassel GmbH & Co. KG.